# 维耶桑
维耶桑（法語：Vuillecin，法語發音：[vɥijsɛ̃]）是法国杜省的一个市镇，位于该省南部，属于蓬塔利耶区。

## 地理
维耶桑（46°56'21"N, 6°19'19"E）面积14.24 平方千米，位于法国勃艮第-弗朗什-孔泰大區杜省，该省份为法国东部内陆省份，北起上索恩省，西接汝拉省，东部及东南部与瑞士接壤，东北部与贝尔福地区省接壤。
与维耶桑接壤的市镇（或旧市镇、城区）包括：比尼、阿尔松、多马坦、杜城、瓦勒迪西耶。

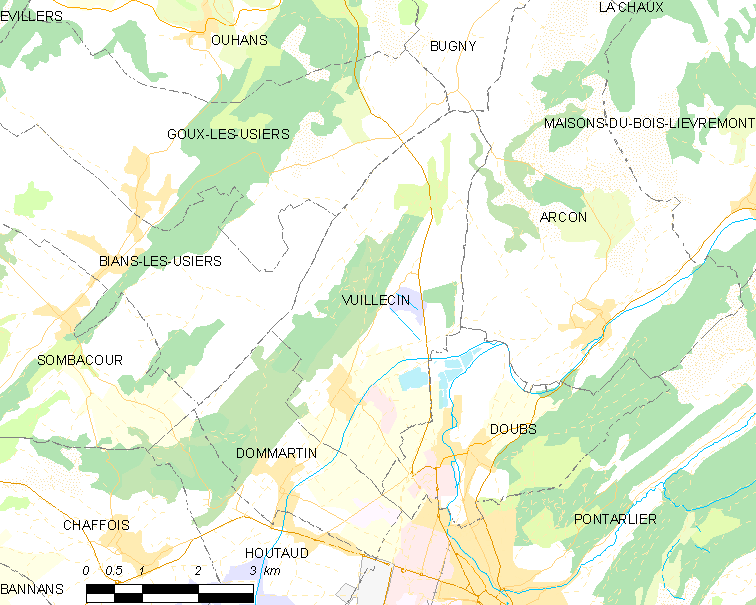
维耶桑的OSM定位图

维耶桑的时区为UTC+01:00、UTC+02:00（夏令时）。

## 行政
维耶桑的邮政编码为25300，INSEE市镇编码为25634。

## 政治
维耶桑所属的省级选区为蓬塔利耶县。

## 人口

1962-2008年间维耶桑人口变化图示

维耶桑于2022年1月1日时的人口数量为669人。